# Perdita covilleae
Perdita covilleae är en biart som beskrevs av Timberlake 1958. Perdita covilleae ingår i släktet Perdita och familjen grävbin. Inga underarter finns listade i Catalogue of Life.